# بالشتک دندانی

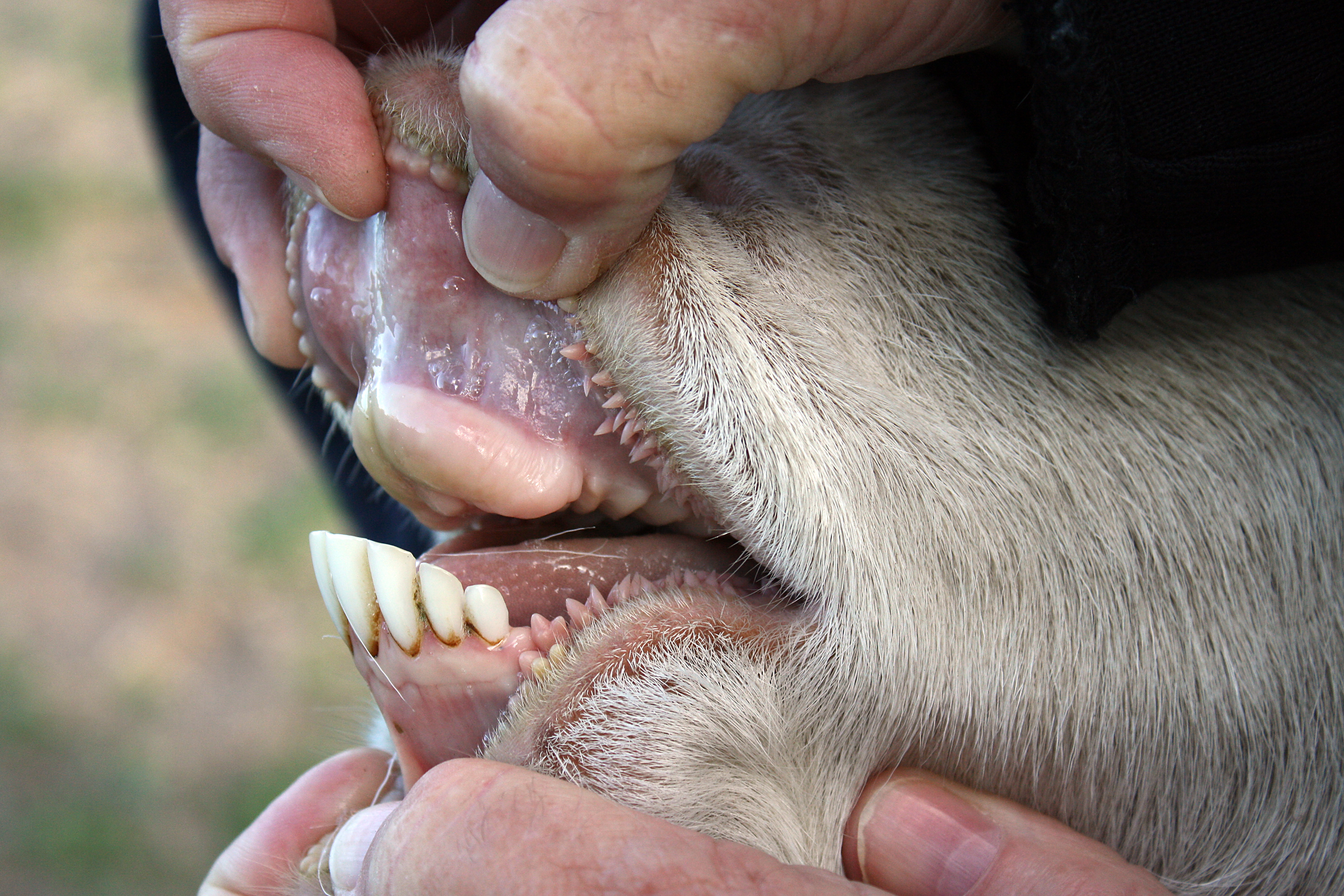
بالشتک دندانی دام اهلی. به عدم وجود دندانهای ثنایای فوقانی و دندان نیش توجه کنید.

بالشتک دندانی (انگلیسی: Dental pad) یکی از ویژگی‌های آناتومی دندان نشخوارکنندگان است که از کمبود دندان‌های پیش ناشی می‌شود و به آنها کمک می‌کند تا مقادیر زیادی علف و سایر مواد گیاهی را جمع‌آوری کنند. این ویژگی را می‌توان در نشخوارکنندگانی مانند گاو و گوسفند مشاهده کرد. در گاو، از زبان برای گرفتن غذا و فشار دادن آن بین بالشتک دندانی و دندان‌های پیش پایینی استفاده می‌شود. با این حال، از آنجایی که آنها نمی‌توانند علف را گاز بگیرند، در چرای نزدیک تر از ۱۵ سانتی‌متر از سطح زمین ناکارآمد هستند.
پد دندانی یک سطح سخت و مسطح است که از یک لایه بافت سخت به نام اپیتلیوم دندانی ساخته شده‌است.
نشخوارکنندگان از بالشتک دندانی خود به همراه دندان‌های ثنایای پایینی خود برای گرفتن و شکستن پوشش گیاهی در طول چرا استفاده می‌کنند. آنها برای جویدن مؤثر غذای خود به زبان قوی و عمل آسیاب قوی دندانهای ثنایای تحتانی خود در مقابل پد دندانی تکیه می‌کنند.
بالشتک دندانی در نشخوارکنندگان نقش مهمی در سیستم گوارشی منحصربه‌فرد آن‌ها بازی می‌کند، که شامل بازگرداندن غذای نیمه هضم شده (کاد) از شکمبه، جویدن مجدد آن با استفاده از بالشتک و دندان‌ها و سپس بلعیدن آن برای هضم بیشتر است. این فرایند که به عنوان نشخوار یا «جویدن نشخوار» شناخته می‌شود، به نشخوارکنندگان کمک می‌کند حداکثر مواد مغذی را از رژیم غذایی گیاهی خود استخراج کنند.
داشتن یک بالشتک دندانی سالم برای نشخوارکنندگان مهم است، زیرا هر گونه ناهنجاری یا مشکلی در بالشتک دندانی می‌تواند بر توانایی آنها در چرای مناسب و هضم غذا تأثیر بگذارد. مراقبت منظم از دندان و نظارت توسط دامپزشک برای اطمینان از سلامت دندان نشخوارکنندگان ضروری است.

## مکانیسم
مکانیسم بالشتک دندانی در نشخوارکنندگان بخش مهمی از فرایند جویدن تخصصی آنها است. نشخوارکنندگان یک سیستم گوارشی منحصر به فرد دارند که به آنها اجازه می‌دهد تا مواد مغذی را به‌طور مؤثر از مواد گیاهی استخراج کنند و پد دندان نقشی حیاتی در این فرایند ایفا می‌کند.
هنگامی که یک نشخوارکننده پوشش گیاهی را مصرف می‌کند، در ابتدا مرحله بلع سریع را طی می‌کند که در آن به سرعت مقادیر زیادی غذا را بدون جویدن زیاد می‌خورد. سپس غذا وارد شکمبه می‌شود که بزرگ‌ترین قسمت معده نشخوارکننده است.
در شکمبه، غذا با باکتری‌ها و سایر میکروارگانیسم‌ها مخلوط می‌شود که کربوهیدرات‌های پیچیده موجود در مواد گیاهی را تخمیر و تجزیه می‌کنند. پس از مدتی معین، غذا به صورت کاد به داخل دهان برگشت داده می‌شود.
در اینجا توالی وقایع مربوط به بالشتک دندانی در مکانیسم جویدن نشخوارکننده آمده‌است:
1. رگورژیتاسیون: نشخوارکننده غذای نیمه هضم شده (کاد) را از شکمبه به داخل دهان می‌آورد.
2. پیشروی: نشخوارکننده از زبان خود برای دستکاری کود استفاده می‌کند و آن را بین دندان‌های ثنایا تحتانی و پد دندانی قرار می‌دهد.
3. آسیاب کردن: نشخوارکننده با بالا بردن فک پایین خود در برابر فک بالا فشار وارد می‌کند و دندان‌های ثنایای پایینی روی پد دندان فشار می‌آورند. این عمل آسیاب به شکستن کیسه به ذرات کوچکتر کمک می‌کند و سطح بیشتری را برای هضم بیشتر در معرض دید قرار می‌دهد.
4. بلع مجدد: هنگامی که کاسه به اندازه کافی آسیاب شد، نشخوارکننده آن را دوباره می‌بلعد. این بار شکمبه را دور می‌زند و برای تخمیر بیشتر و استخراج مواد مغذی وارد شبکه و سایر بخش‌های معده می‌شود.

پد دندانی همراه با دندانهای ثنایای تحتانی به عنوان یک نیروی متقابل عمل می‌کند در حالی که نشخوارکننده کود را آسیاب می‌کند. ترکیبی از سطح سخت و صاف پد دندانی و عمل برش دندانهای ثنایای تحتانی امکان تجزیه مؤثر الیاف گیاهی و دیواره سلولی را فراهم می‌کند.
شایان ذکر است که در حالی که بالشتک دندانی برای جویدن و آسیاب کردن کود بسیار مهم است، نشخوارکنندگان نیز دارای دندان‌های آسیاب و پرمولر هستند که در پشت دهان قرار دارند. این دندان‌ها به ساییدن و خرد شدن بیشتر ذرات غذا قبل از بلع کمک می‌کنند.
به‌طور کلی، مکانیسم بالشتک دندانی در نشخوارکنندگان، هضم، تخمیر، و استخراج مواد مغذی کارآمد را از رژیم غذایی گیاهی آنها ممکن می‌سازد، و آن را به یک جزء ضروری از فرایند جویدن منحصر به فرد آن‌ها تبدیل می‌کند.